# インターエア・サウスアフリカ
インターエア・サウスアフリカ（英語: Interair South Africa）は南アフリカのヨハネスブルグに本拠地を置く航空会社であった。主にインド洋・西アフリカ路線を運行していた。

## 就航都市
2012年現在
- ベナン：コトヌー
- コンゴ共和国：ブラザビル、ポワントノワール
- レユニオン：サン・ドニ
- 南アフリカ共和国：ヨハネスブルグ
- ザンビア：ンドラ

## 機材
2011年7月現在
- ボーイング737-200：4機
- ボーイング767-200ER：1機

## 参考
1. ↑  Flight Timetable - Horaires
2. ↑  Interair South Africa Fleet Details and History